# 协鑫科技
协鑫科技控股有限公司（GCL Technology Holdings Limited），原称保利協鑫能源控股有限公司（GCL-Poly Energy Holdings Limited，港交所：3800、OTCBB：GCLPY
），成立於1996年，原本是中國保利集團旗下公司，最初的業務是經營鍋爐、發電廠、電廠管理，其後收購太陽能相關業務。保利協鑫的香港總部設於香港九龍柯士甸道西1號環球貿易廣場17樓1703B-1706室，大陸總部則位於上海市浦東新區世紀大道100號上海環球金融中心68樓。

## 历史
保利協鑫能源於2007年在香港交易所上市，當時的招股價介乎3.3至4.1港元，集資最多11.81億元。在2009年，保利協鑫能源以263.5億元收購主席兼創辦人朱共山先生創立多晶硅生產商江蘇中能，相關資產包括：太陽能光伏電力站、多晶硅與硅片生產等。
2014年2月14日保利協鑫能源落實認購森泰集團3.6億股新股，每股作價4元，較停牌前折讓70.37%。現金總代價14.4億元。完成後，協鑫將持有森泰擴大後股本67.99%，
2014年11月，保利協鑫能源計劃以總代價101億元向朱共山及其關連投資者出售貢獻公司盈利約一半的硅片生產業務。朱共山計劃之後再把硅片生產業務注入上海超日，而保利協鑫能源會轉移業務重心至多晶硅上游業務。同年12月19日，保利協鑫能源宣布取消有關交易。
2022年改为现名。

## 外部連結
- 协鑫科技控股有限公司 http://www.gcltech.com
- 保利協鑫能源控股有限公司（页面存档备份，存于）